# Kroon van Holland

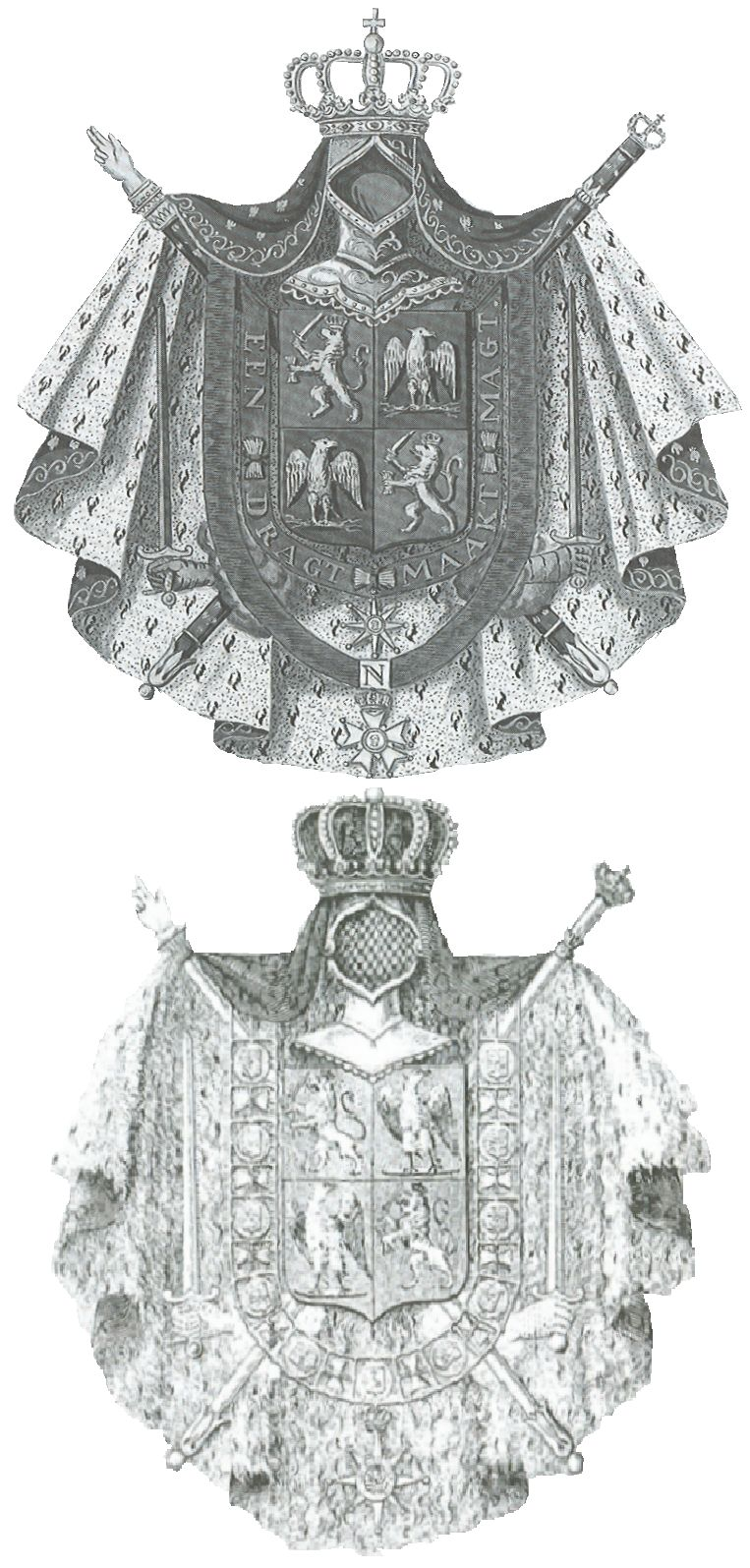

A Kroon van Holland (em português: Coroa da Holanda) foi o brasão do Reino da Holanda, utilizado de 1805 até 1810.
O brasão consistia em um brasão de armas dos Países Baixos, sendo que um quarto consistia na águia francesa.